# ヴィンチェンツォ・スカモッツィ

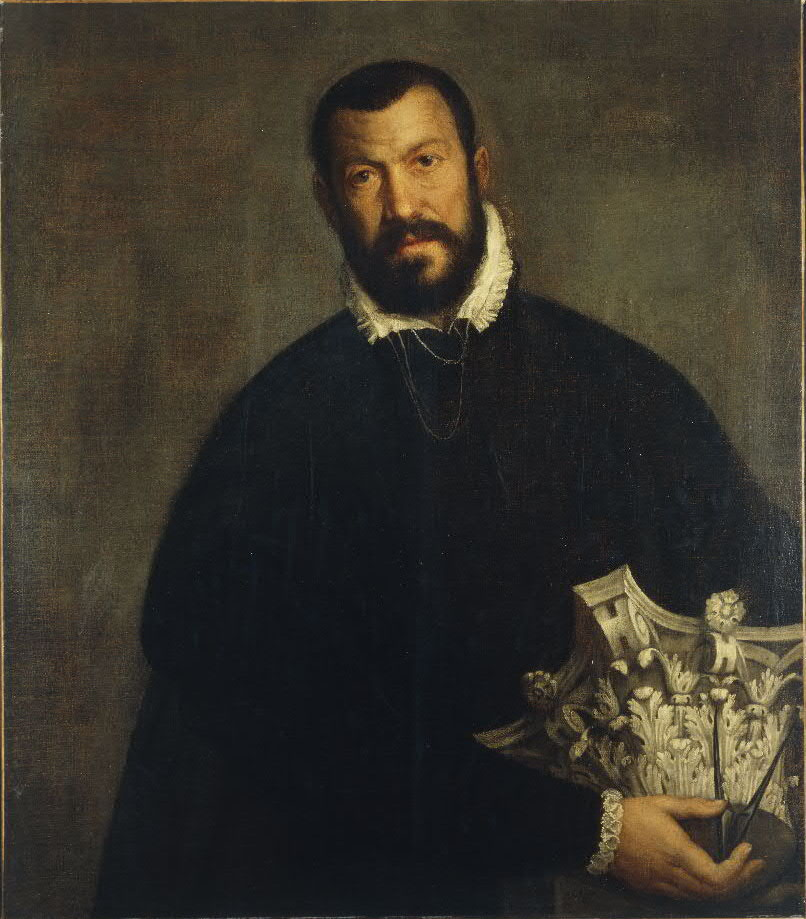
ヴィンチェンツォ・スカモッツィの肖像画（パオロ・ヴェロネーゼ作）

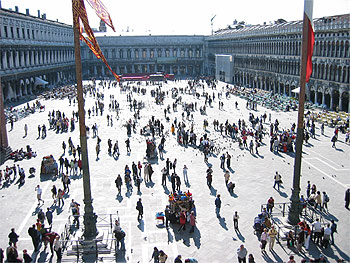
サン・マルコ広場。左手の建物が新行政館

ヴィンチェンツォ・スカモッツィ（Vincenzo Scamozzi、1548年9月2日 - 1616年8月7日）は、ヴェネツィア共和国の建築家であり、建築に関する著作もある。16世紀後半、ヴィチェンツァを中心にヴェネツィア共和国で活動した。1580年に亡くなったアンドレーア・パッラーディオが手がけていたプロジェクトを引き継ぎ、唯一の弟子バルダッサーレ・ロンゲーナを育てた。
パッラーディオが手がけていた公共建築プロジェクトの中でも、ヴィチェンツァのテアトロ・オリンピコは建設の初期段階からスカモッツィが引き継いで完成させた。その設計はパッラーディオが亡くなるまでの数カ月間に行ったものである。

## 伝記

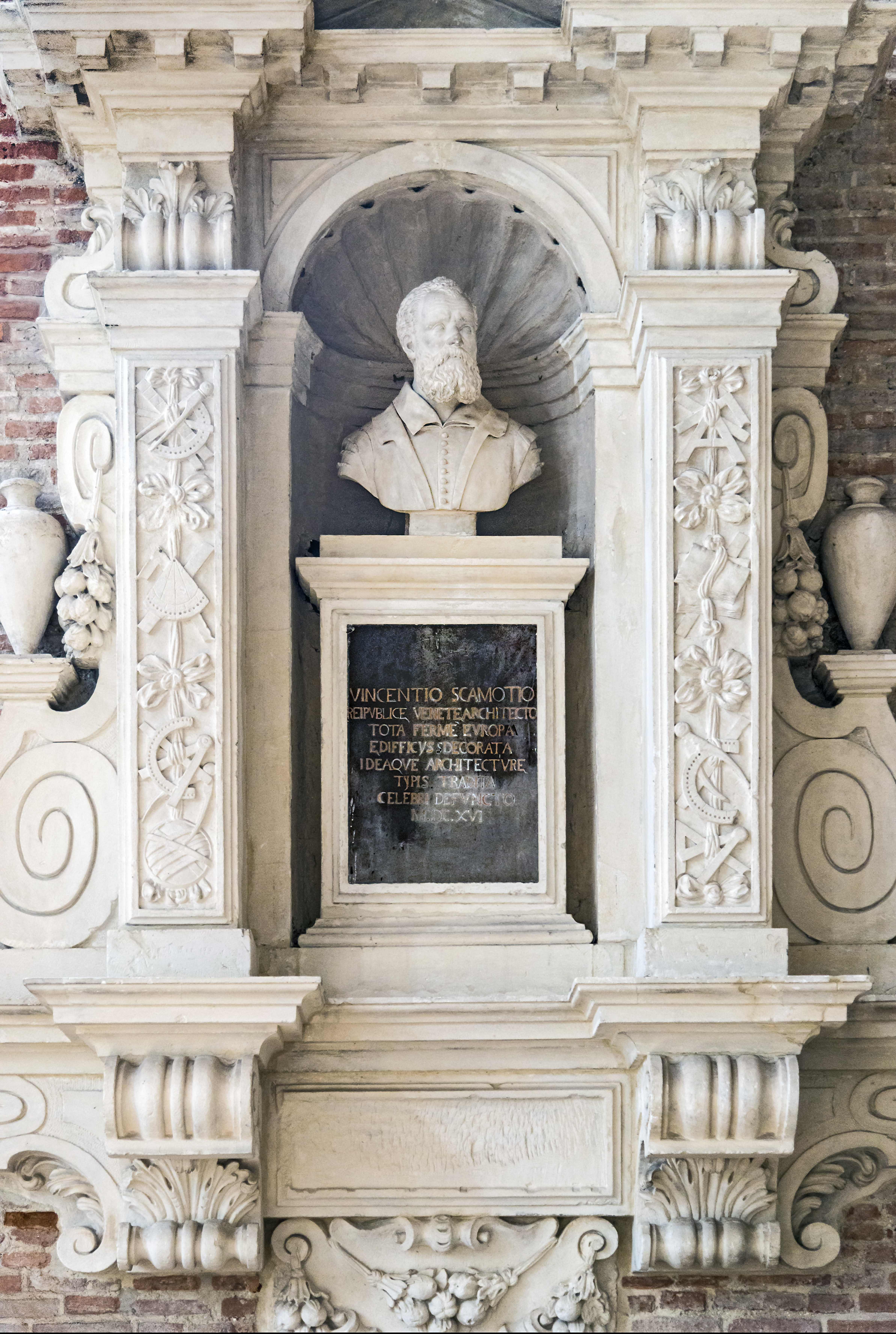
ヴィンチェンツォ・スカモッツィへの記念碑

ヴィンチェンツァ生まれ。父は測量技師で建設業も営んでおり、スカモッツィの最初の先生としてセバスティアーノ・セルリオの本を教科書としてその原則を彼に吹き込んだ。1579年から1580年にかけてスカモッツィはローマを訪れたが、サン・マルコ広場の新行政館 (Procuratie Nuove) の設計を依頼されたため、1581年にヴェネツィアに移住した。1600年にはフランスを訪れ、印象に残ったフランスの建築物のスケッチを残している。このスケッチブックは1959年に発見された。
新行政館はサン・マルコの役所であり、サン・マルコ図書館と繋げるために1階のアーケードと2階のアーチ形の窓をサン・マルコ図書館の設計に合わせ、3階は融通を利かせてドゥカーレ宮殿で採用されなかったパッラーディオの設計を流用して窓の上に三角とアーチを交互に配し、さらにサンソヴィーノ（サン・マルコ図書館の設計者）の豪華な装飾とつりあわせるために3階の窓の上にももたれかかる像を彫刻するようにした。後にバルダッサーレ・ロンゲーナがこれを拡張して広場の南面も覆うようにした。
スカモッツィはほとんどイタリアでしか活動しなかったが、その著作である L'Idea della Architettura Universale（『普遍的建築の理念』）はルネサンス期の建築理論の集大成としてイタリア以外にも影響を与えた。この本は1619年、木版画のイラスト付きでヴェネツィアで出版された。ダニエーレ・バルバロはパッラーディオの描いたイラストを付けたウィトルウィウスの注釈書を1556年に出版しており、スカモッツィの著作はこれに影響を受けている。このような本は自己宣伝の手段になりつつあった。スカモッツィは自身が設計した建築物の図面を多数掲載した本が流通することで、知名度が上がることの価値を知っていた。
それ以前に彼が出版した本はローマの遺跡に関するもので、既存の木版画を流用して短期間で作ったものだった。このことはその序文にスカモッツィ自身が数日でまとめたと書いている。その半分以上は1550年代に出版されたヒエロニムス・コックの本からの引き写しだった。
しかし彼の最大の著作（『普遍的建築の理念』）は彼自身の成功には結びつかず、完成の翌年にスカモッツィは亡くなった。スカモッツィの作品はアンドレア・パッラーディオの作品と共に、イニゴー・ジョーンズが導入したパラーディオ主義の手本となった。ルドルフ・ウィトコウアーはスカモッツィを「新古典主義の知的な父」と評した。

## 作品
スカモッツィは、ヴェネツィア共和国内で多数のヴィラやパラッツォを設計・建築しているが、ここでは、パッラーディオのプロジェクトを引き継いで完成させたもの、教会、公共建築を挙げる。

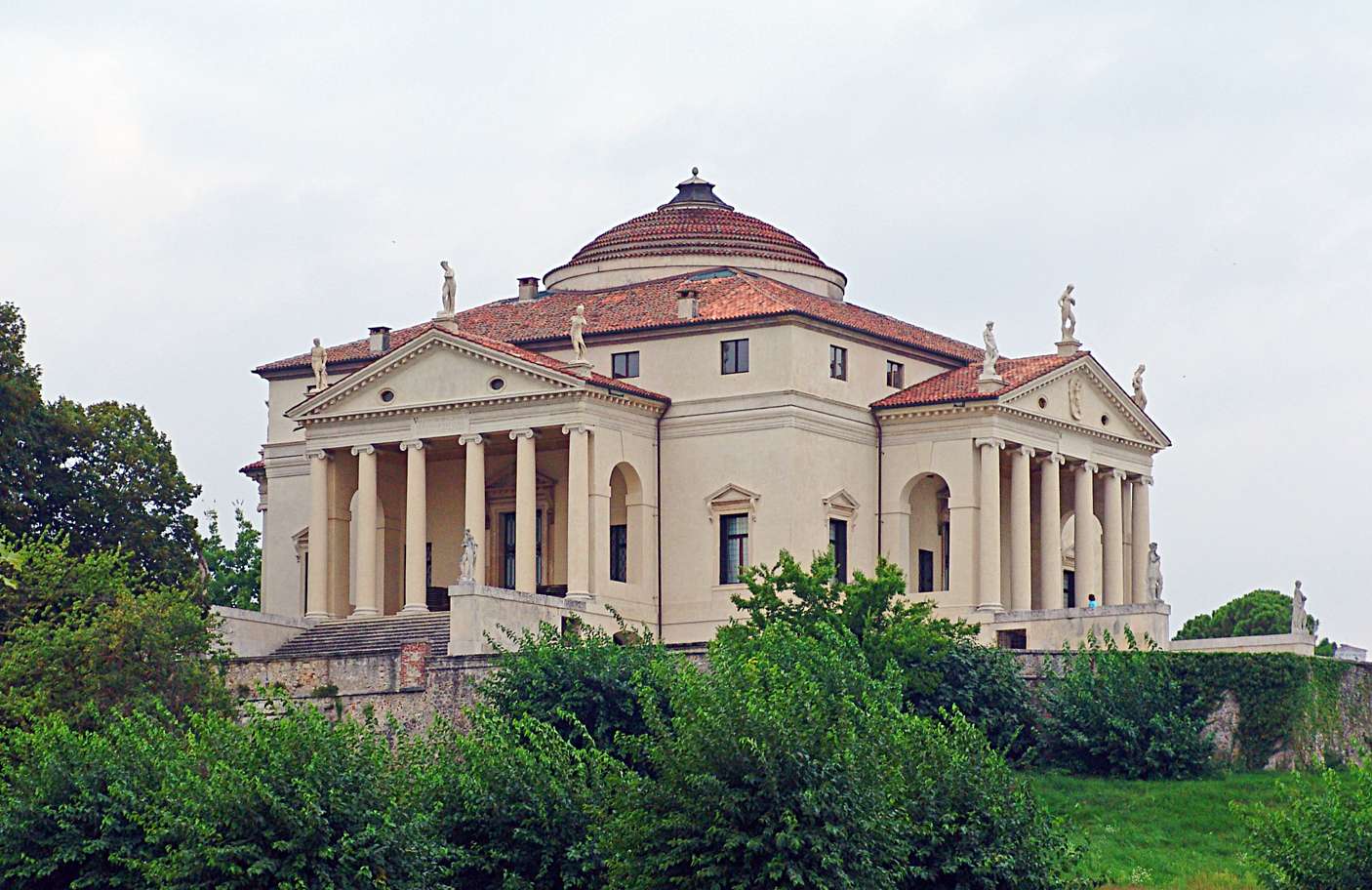
ヴィッラ・カプラ・デッタ・ラ・ロトンダ

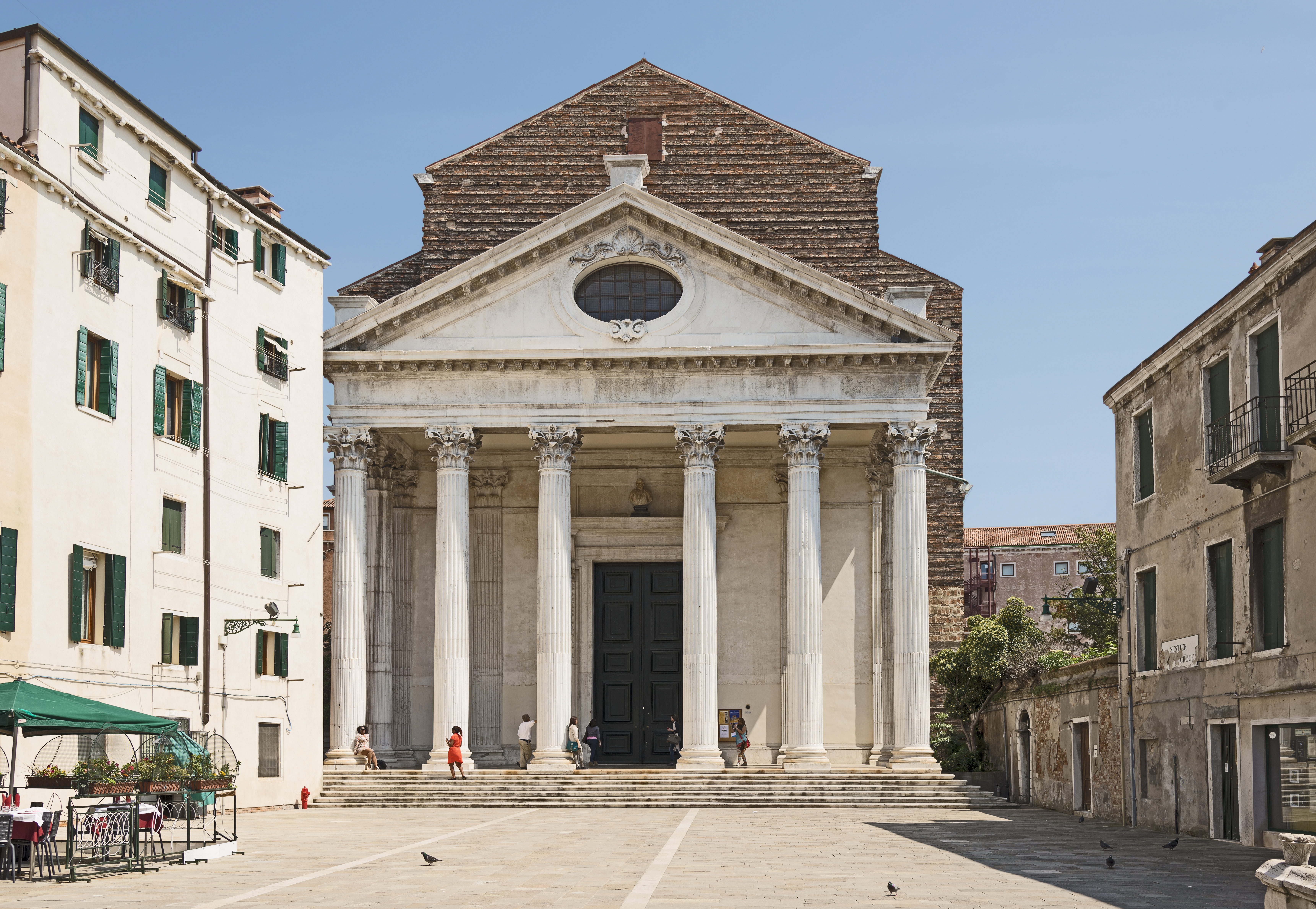
トレンティーニ教会

パッラーディオのプロジェクトを引き継いだもの
- 1580年-1592年: ヴィッラ・カプラ・デッタ・ラ・ロトンダ（ヴィチェンツァ、後から追加した馬小屋は1620年完成）
- 1584年-1585年: テアトロ・オリンピコ（ヴィチェンツァ、パッラーディオの設計から構造を若干変更している）
- 1607年-1611年: サン・ジョルジョ・マッジョーレ聖堂 （ヴェネツィア、ファサード部分がスカモッツィの手による）

教会
- 1581年-1586年: サン・ガエターノ教会（パドヴァ）
- 1590年-1595年: トレンティーニ教会（ヴェネツィア）
- 1591年-1594年: サン・ガエターノ僧院（パドヴァ）
- 1601年-1636年: 聖ラザロ教会兼病院（ヴェネツィア）

公共建築
- 1581年-1599年: サン・マルコ広場の新行政館（ヴェネツィア、内装は別人の設計で1663年完成）
- 1582年-1591年: サン・マルコ広場のサン・マルコ図書館（ヴェネツィア、ヤーコポ・サンソヴィーノの設計に基づき完成させた）
- 1587年-1596年: 同じくサン・マルコ図書館の玄関ホール部分
- 1588年-1590年: アンティーカ劇場（マントヴァ県サッビオネータ）